# Sindangbarang (Bogor Barat)
Sindangbarang is een bestuurslaag in het regentschap Kota Bogor van de provincie West-Java, Indonesië. Sindangbarang telt 16.319 inwoners (volkstelling 2010).